# Castillo Hachiōji
El Castillo Hachiōji (八王子城 Hachiōji-jō?) es un castillo japonés del tipo yamashiro localizado en Hachiōji, Tokio, Japón.

## Historia
El castillo Hachiōji fue construido en la década de los 1570’s por Hojo Ujiteru. Ujiteru dejó sólo 1,300 hombres en el castillo cuando asistió levantar el Asedio de Odawara (1590) que había realizado Toyotomi Hideyoshi. Poco tiempo después, el 23 de junio de 1590, más fuerzas de Hideyoshi, que contabilizaban 50,000 hombres, liderados por Maeda Toshiie y Uesugi Kagekatsu arribaron al castillo, el cual cayó en un solo día. Hideyoshi ordenó que es castillo fuera destruido, ya que le preocupaba que lo volvieran a utilizar en su contra. El sitio permaneció durante mucho tiempo abandonado. Algunas creencias populares aseguraban que el castillo estaba embrujado.
El castillo está en ruinas, aunque en 1990 algunos muros, un puente que cruza el foso y una entrada del palacio del señor feudal fueron reconstruidos.